# Graiul bucovinean
Graiul bucovinean este o ramură a limbii române vorbită în Bucovina și cunoaște influențe atât ale graiului moldovenesc, cât și ale celui ardelenesc și maramureșean. De asemenea are ca particularitate prezența numeroșilor termeni din limbile germană și ruteană, ce au fost împrumutați în timpul cât Bucovina era provincie austriacă (1774-1918).  Datorită politicii de colonizare, promovată de monarhia austriacă, în Bucovina s-au aflat în circulație graiurile bucovinene ale câtorva limbi: ucraineană, română, poloneză, germană (Buchenlaendisch) și idiș. În prezent graiul bucovinean este înlocuit de limba română standard, mai ales în zonele urbane din Sudul Bucovinei, pe când graiul din Nordul Bucovinei a fost influențat de limba rusă și de limba ucraineană.

## Subdiviziuni
Graiul bucovinean al limbii române nu este unul unitar, fiind format din 5 arii dialectale mai importante, cu un specific diferit și cu o individualitate mai mult sau mai puțin conturată:
- Graiul dornean s-a format ca grai de tranziție în secolele al XVII- lea și al XVIII- lea și este vorbit în zona fostului district judiciar Vatra Dornei. Deosebirile fonetice cele mai evidente în relație cu graiul ardelenesc se realizează nu prin trăsăturile distinctive ale sunetelor, ci prin tempoul vorbirii și prin elementele prozodice. Față de vorbirea mai lentă și cu registru tonal general ridicat a ardelenilor (de nord-est), rostirea bucovineană se caracterizează printr-un tempo mai rapid și prin variații mai mari de înălțime și intensitate; accentul dinamic reliefează mai puternic silabele tonice, dar, în compensație, duce la rostirea scurtă, afonizată și chiar la căderea silabelor neaccentuate (vreviță pentru „veveriță”).

- Graiul câmpulungean reprezintă aria cea mai arhaică și, în același timp, cu cea mai pronunțată individualitate. Cu centrul în orașul Câmpulung, se întinde de-a lungul râului Moldova, de la Fundu Moldovei până în apropiere de Gura Humorului, cu ramificații pe valea Moldoviței: comunele Frumosu și Vatra Moldoviței, iar de aici, peste Obcina Mare, la Sucevița, și pe valea Suhei bucovinene: comunele Doroteia, Stulpicani și Ostra. Cele mai importante caracteristici fonetice, și anume păstrarea africatelor ĉ, ĝ și palatalizarea labiodentalelor f, v în formele h, y, „conferă graiului câmpulungean un aspect arhaic nu numai față de celelalte graiuri bucovinene, ci și în ansamblul graiurilor din jumătatea de nord a țării”, apreciază Adrian Turculeț.

- Graiul rădăuțean- grai arhaic care a asimilat influențe ardelenești variate prin așezarea unui număr însemnat de vorbitori transilvăneni în secolul al XVIII-lea. A fost influențat de fenomene fonetice specifice Maramureșului, nord-estului Transilvaniei, Crișanei, nordului Banatului și sud-vestului Transilvaniei. Această arie include, pe lângă zona cuprinsă între Falcău (în Vest), Siret (în Est) și Solca (în Sud) și localitățile locuite de români din zona Storojinețului (în Nord).

- Aria din Sud-Estul Bucovinei, numită „africatizantă" după fenomenul fonetic specific, s- a format în secolul al XVIII- lea prin suprapunerea influențelor ardelenești peste un grai arhaic. Din această arie fac parte localitățile cuprinse între Gura Humorului (în Vest) până la Chilișeni (în Est), Iaslovăț (în Nord), limita sudică fiind granița Bucovinei istorice (Valea Moldovei, Stănilești, Băișești, Brăiești, Drăgoiești, Măzănăești, Lucăcești, Vorniceni, Liteni, Bunești-Bucovina, Securiceni, Plăvălari, Udești, Poieni-Suceava, Chilișeni). De asemenea, în estul acestei zone există insule lingvistice în care s-a păstrat graiul arhaic de până la așezarea ardelenilor, demonstrând existența unei arii unitare cu cea a Câmpulungului dislocată de așezarea ardelenilor în secolele XVII-XVIII.

- Aria de graiuri arhaice din Estul Bucovinei din care fac parte localități de la granița de est a Bucovinei istorice unde se păstrează particularități regăsite în graiul câmpunlungean de care a fost separat prin așezarea ardelenilor în secolele XVII-XVIII. Din acestă zonă fac parte localitățile din jurul orașului Suceava: Bosanci (și satele desprinse ulterior Moara Nica, Moara Carp, Frumoasa, Groapa Vlădichii, Bulai și Podeni), Tișăuți, Lisaura, Mihoveni, Costâna, continuând cu fostele localități de graniță Mitocu Dragomirnei, Pătrăuți, Calafindești (unde au pătruns și elemente din graiul rădăuțean), Sinăuții de Sus, Stănești, Poieni-Bucovina, Țureni, ajungând în jurul orașului Cernăuți: satele Plaiul Cosminului, Voloca pe Derelui, Ostrița, Mahala, Boian și Lehăcenii Tăutului. De asemenea această variantă a graiului bucovinean este vorbită și de urmașii imigranților români din Canada stabiliți acolo începând cu sfârșitul secolului al XIX-lea (Boian).